# Вакатаки

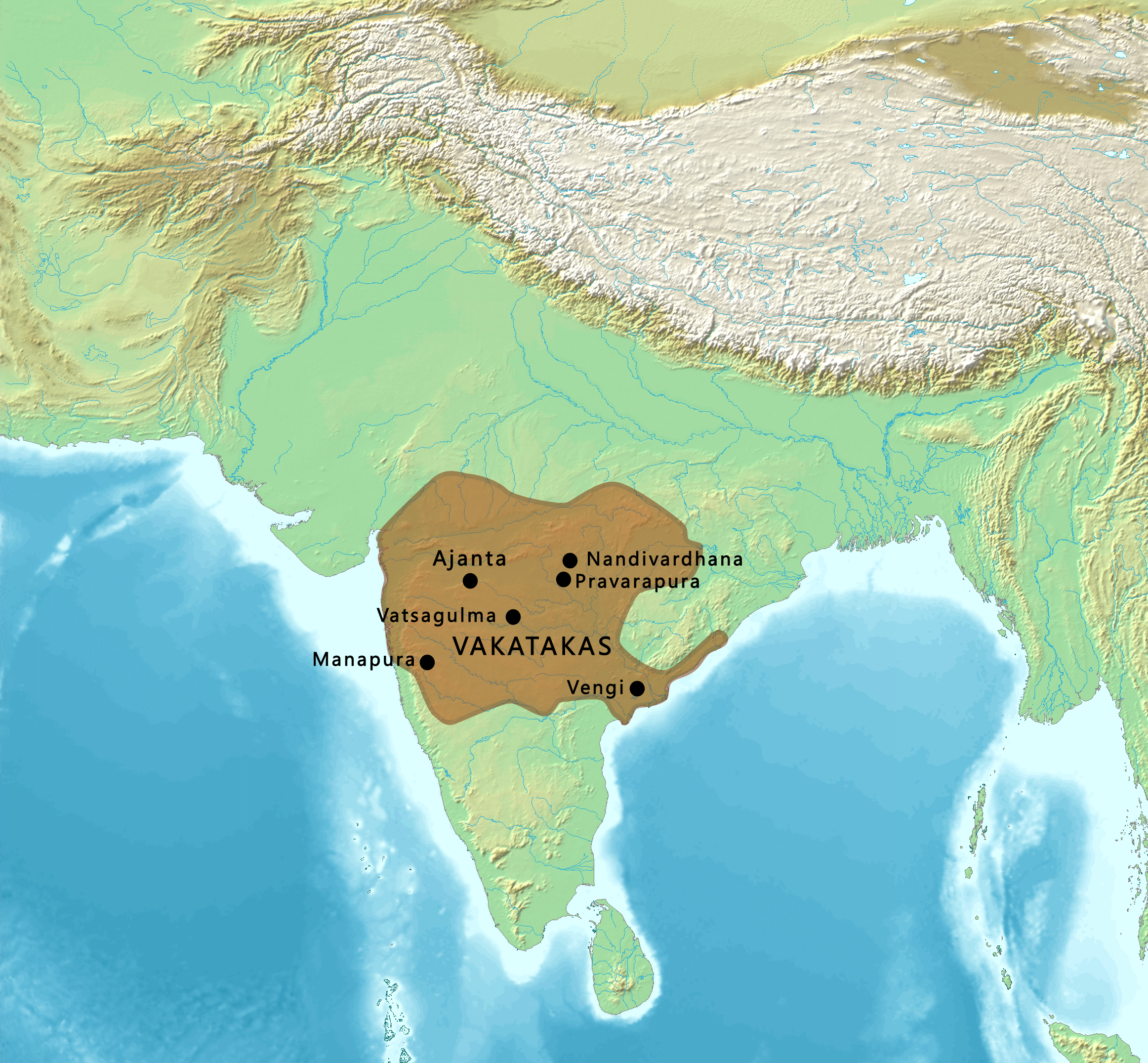
Царство Вакатаков около 350 года

Ваката́ки — царская династия, правившая в центральной Индии с середины III до начала VI веков.

## История
О династии известно мало и эти сведения фрагментарны — в частности, датировки правления царей различаются в различных источниках. Начало правления предположительного основателя династии Виндхьяшакти относится, вероятно, к 250—255 и заканчивается 270—275 годами нашей эры. Вероятно, Виндхьяшакти первоначально находился в зависимости от царей Андхры, но потом добился самостоятельности. Его царство располагалось предположительно в районе Берара, в центральной части Деканского плоскогорья.
Территориальная экспансия началась в правление сына Виндхьяшакти Праварасены I (правил ок. 270/275—330/335), который вступил на престол после его смерти. При этом правителе царство расширилось на север, достигнув рек Нармады и Кришны, присоединив к своему государству царство Пурика и подчинив себе весь западный Декан. После смерти Праварасены I государство было разделено.
Основная линия потомков Праварасены I была представлена сыном Рудрасеной (ок. 330/335—350/360) и его наследниками. Рудрасена I вёл войну с царём могущественного Государства гуптов Самудрагуптой, был побеждён им, но смог сохранить независимость.
На смену Рудрасене пришёл его сын Притхивишена I (ок. 350/360—385/400), а затем внук Рудрасена II (ок. 385/400—390/?). При Рудрасене государство восстановило отношения с гуптами, которые были заняты расширением собственного государства в другом направлении, вели войну с Западными Кшатрапами и хотели обеспечить себе мир в тылу. Рудрасена женился на дочери гуптского царя Чандрагупты II Пхагхаватигупте. После смерти своего мужа Пхагхаватигупта стала фактической правительницей государства Вакатаков — регентшей при своих сыновьях Дивакарасене (390—403) и Дамодарасене (403—440).
После смерти Дамодарасены власть в стране перешла младшей ветви Вакатаков, правившей в южной части их царства, разделившегося после смерти Праварасены I. Этим правителем вновь объединившегося государства стал Нарендрасена (ок. 440—460), сын Праварасены II. Этот правитель сильно расширил границы государства, завоевав государства Кунтала, Аванти, Калинга, южная Кошала и Андхра. При нём государство Вакатаков простираловь от Малвы и Гуджарата на севере до реки Тунгабхадры на юге, а также от Аравийского моря на западе до окраин Чхаттисгарха на востоке.
Наследником Праварасены II стал его сын Притхивишена II (ок. 460—480), которому наследовал Харишена (ок. 480—510), степень родства которого с предыдущим правителем неясна. Это последний известный правитель государства Вакатаков. В середине VI века государство Вакатака перешло под власть Чалукьев.